# Girija Devi

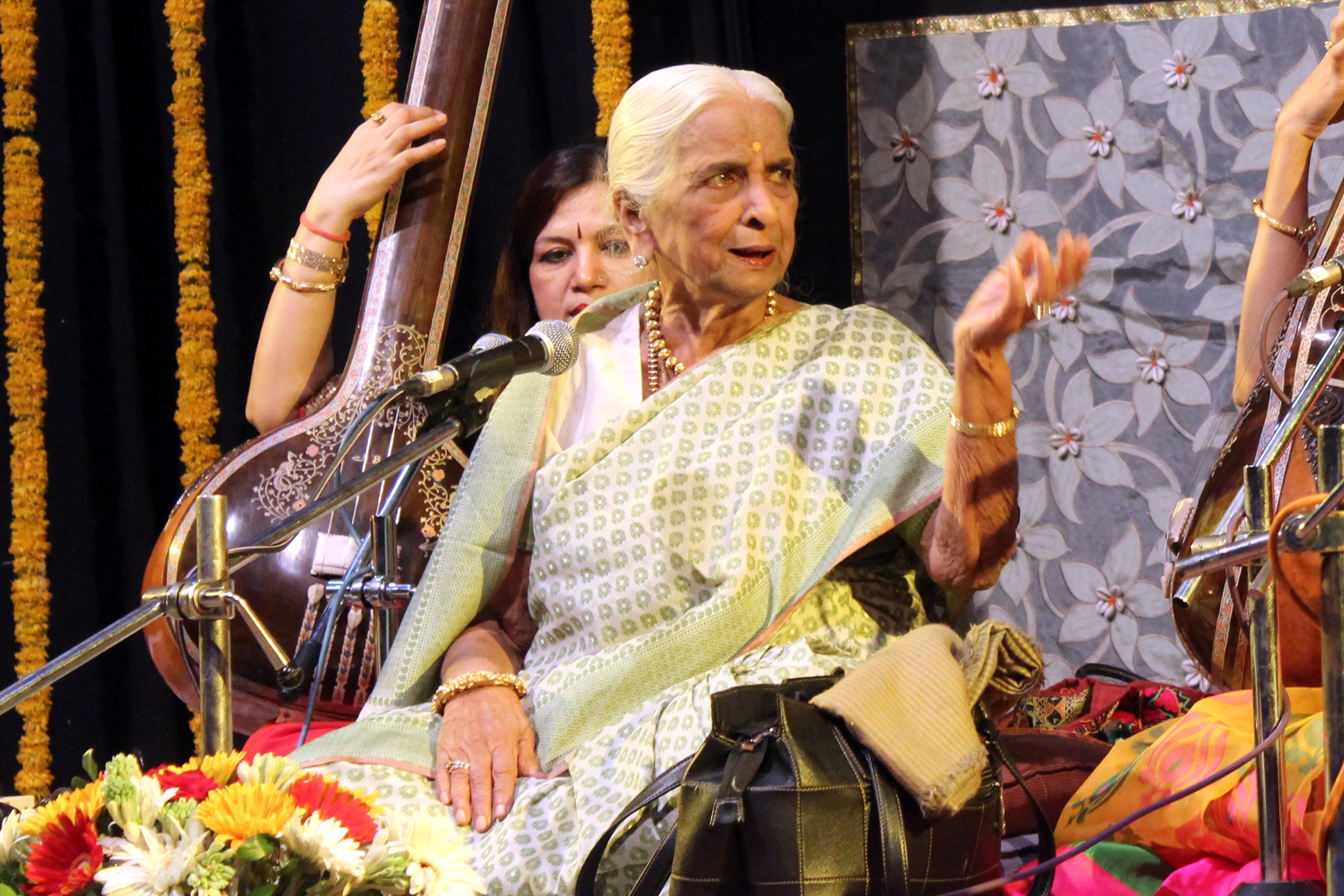
Girija Devi 2015 in Bhopal

Girija Devi (* 8. Mai 1929 in Varanasi; † 24. Oktober 2017 in Kolkata) war eine indische Sängerin, Musikpädagogin und Komponistin.

## Leben und Wirken
Die Tochter eines Zamindar hatte im Alter von fünf Jahren den ersten Musikunterricht bei Sarju Prasad Mishra und Shirchand Mishra. Sie debütierte 1949 beim Sender Allahabad von All India Radio und gab im gleichen Jahr ein Konzert in Arrah. Dies war der Beginn ihrer Laufbahn als erfolgreiche Sängerin klassischer indischer Musik. Insbesondere verhalf sie dem Thumri zu Ansehen, einer Gattung der leichten klassischen Musik. Konzertreisen führten sie durch ganz Indien, die USA, die Sowjetunion und viele europäische Länder. Sie wurde auch als Komponistin zahlreicher Thumri bekannt. Für ihre Leistungen wurde sie u. a. mit dem Padma Shri (1972) und dem Padma Bhushan (1989) ausgezeichnet. Ab den frühen 1990er Jahren unterrichtete sie an der  ITC Sangeet Research Academy, wo Dalia Rahut, Jayita Pandey und Satyanarayan Misra zu ihren Schülern zählten. Danach hatte sie eine Gastprofessur an der Banaras Hindu University inne.